# Ivančický viadukt

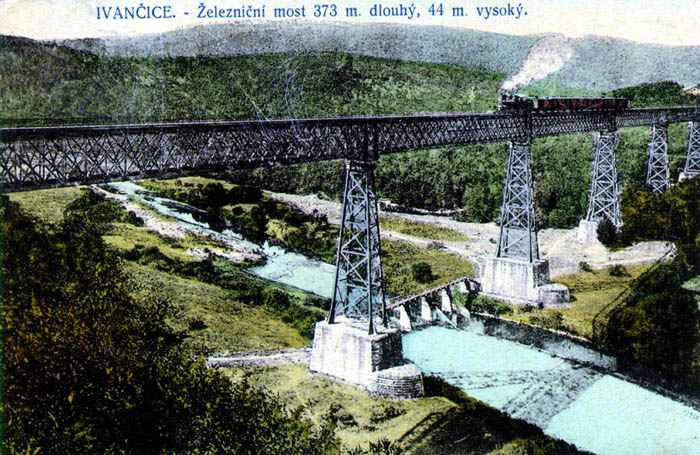
Původní Ivančický viadukt na pohlednici z roku 1911

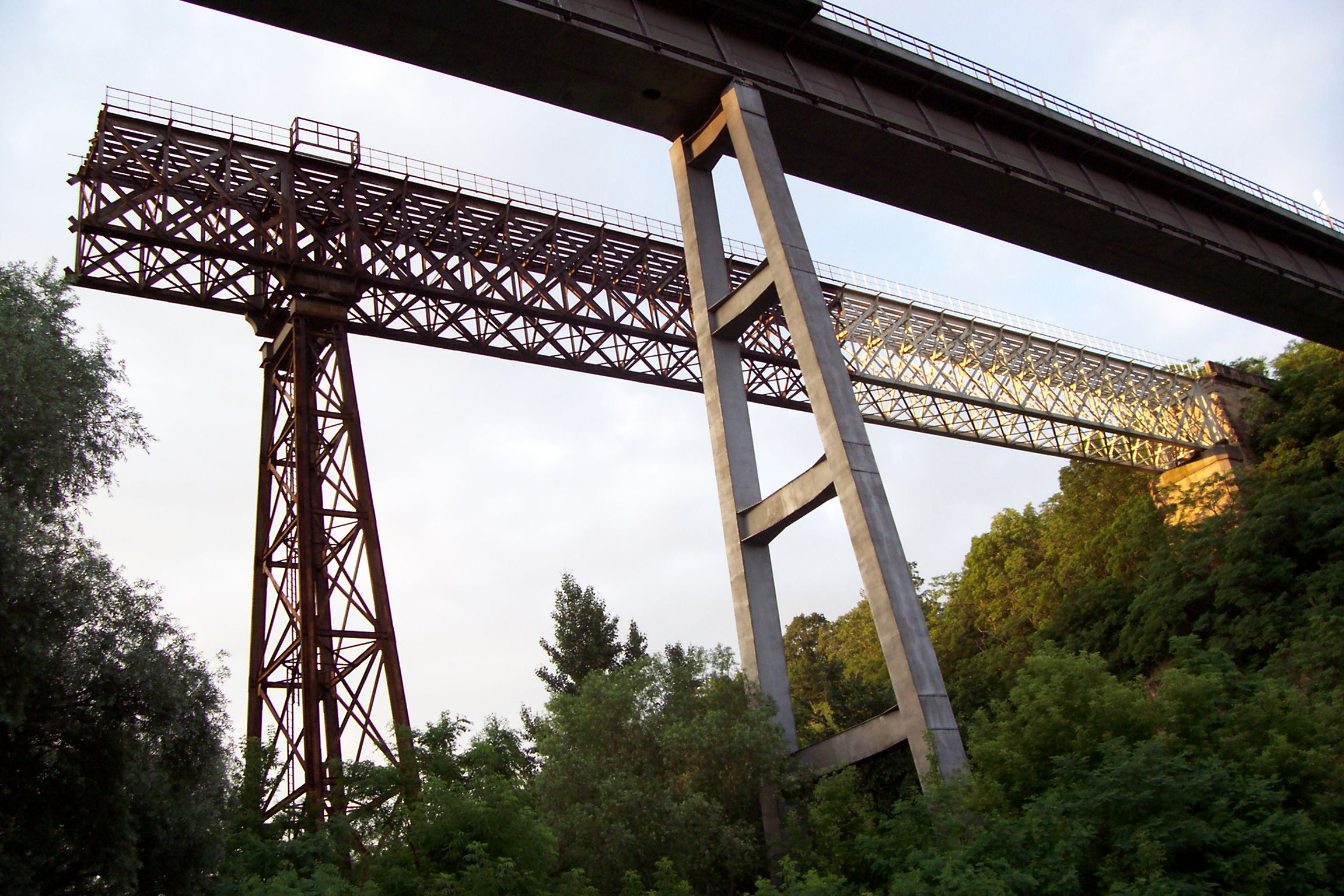
Zachovaný zbytek starého mostu

Ivančický viadukt je ocelový železniční most na trati Brno – Hrušovany nad Jevišovkou přes údolí řeky Jihlavy. Nachází se na rozhraní katastrů Ivančic a Moravských Bránic v okrese Brno-venkov. Původní viadukt byl prvním celoželezným mostem v Rakousku-Uhersku, dokončen byl v roce 1870. Současný most (tzv. Nový ivančický viadukt) byl zprovozněn v roce 1978.

## Původní viadukt
Při stavbě železnice z Vídně do Brna musela trať Rakouské společnosti státní dráhy překonat i široké a poměrně hluboké údolí řeky Jihlavy, které bylo překlenuto viaduktem. Jednalo se o jednokolejný ocelový příhradový železniční most s horní mostovkou dlouhý 373,5 m, niveleta koleje byla ve výšce 42,7 m nad hladinou řeky. Pět pilířů se skládalo z čtyř litinových trub s betonovou výplní, jež byly ukotveny ve zděných soklech. Náklady na stavbu viaduktu, která probíhala v letech 1868–1870, dosáhly částky přibližně 755 tisíc zlatých, spotřebováno bylo 1238 t železa a 296 t litiny. Ke zprovoznění tratě Střelice – Hrušovany nad Jevišovkou došlo 15. září 1870.
V roce 1892 musely být původní pilíře nahrazeny, neboť docházelo k poruchám litinových trub. Pilíře byly nově postaveny jako železná příhradová konstrukce, přestavba byla provedena za minimálních výluk během 6 měsíců.
Mezi používaná jména patřil Jihlavský, Kounický nebo Bránický viadukt, název Ivančický viadukt je používán od roku 1925. Mostu se říkalo také „Eiffelův most“, bylo tak zřejmě usuzováno podle nápadné podobnosti mezi viaduktem a Eiffelovou věží, žádný pramen však projekt ani stavbu mostu s Gustavem Eiffelem nespojuje. Hlavním projektantem byl inženýr Karl von Ruppert, stavbu provedla francouzská železárenská firma Cail et comp.
Provoz na starém viaduktu byl ukončen 9. listopadu 1978, tentýž rok byl také zařazen mezi technické památky. Od roku 1979 se o něj staralo Technické muzeum v Brně, začal však rychle chátrat. V roce 1987 se vrátil pod správu drah, protože muzeum nemělo prostředky na jeho údržbu. Kvůli nestabilnímu podloží také pozvolně klesala hrušovanská podpěra a v roce 1991 byl stav mostu již havarijní a musel být urychleně řešen. Původnímu plánu celý most demontovat zabránilo ministerstvo kultury, takže odstraněna byla pouze část prvního pole mostovky (blíže k Moravskému Krumlovu). Kvůli nedostatku financí předaly České dráhy v roce 1998 ocelovou konstrukci (zděné patky a opěry zůstaly v majetku ČD a v dalších letech přešly do vlastnictví SŽDC) do majetku Ivančic, ale ani toto město nemělo peníze na jeho údržbu a zabezpečení (došlo zde i ke smrtelnému úrazu a vážným zraněním nepovolaných osob). V září 1998 byla velká část mostu ministerstvem kultury vyjmuta ze seznamu památek, načež ji město prodalo za 630 tisíc korun firmě Schwarzmüler & Sohn CZ, která většinu viaduktu ve dnech 3.–6. září 1999 demontovala.
Zachováno bylo pouze jedno krajní pole mostovky (nejbližší k Moravským Bránicím) s pilířem a podpěrou, které zůstalo kulturní památkou. Od roku 2000 probíhalo statické zajištění, otryskání a nanášení ochranného nátěru na ocelové prvky zbylé části mostu, kvůli nedostatku finančních prostředků však tyto práce nebyly nikdy dokončeny, takže se opravy dočkalo pouze 32,5 m z dochované mostovky.

## Nový viadukt
Protože starý most již svou nosností nestačil a projevovaly se u něj některé závady, bylo v polovině 60. let 20. století rozhodnuto postavit nový viadukt. Jeho návrh se spojitým ocelovým nosníkem komorového průřezu byl dokončen brněnským střediskem Státního ústavu dopravního plánování v roce 1965, konečná studie byla vypracována v roce 1968 a o rok později došlo ke schválení projektového úkolu ministerstvem dopravy. Stavbu, která byla započata v roce 1972, realizovalo Železniční stavitelství Brno, ocelovou konstrukci vyrobily Vítkovické ocelárny, mostárna ve Frýdku-Místku. Provoz na novém mostě byl zahájen 9. listopadu 1978, tentýž den ráno byl ukončen provoz po starém viaduktu, poté následovala několikahodinová výluka kvůli přepojování trati. Hlavní ocelový nosník jednokolejného mostu má délku 387 m, niveleta koleje je ve výšce 44,5 m nad hladinou řeky. Pět pilířů bylo realizováno formou plnostěnné ocelové rámové konstrukce. Nový most, pro který je používán název Nový ivančický viadukt, byl postaven souběžně se starým, vzdálen byl 15 m po proudu řeky.